# Cantone di Chimbo
Il cantone di Chimbo è un cantone dell'Ecuador che si trova nella provincia di Bolívar.
Il capoluogo del cantone è Chimbo.